# Bokmål
 (janvier 2017).
Si vous disposez d'ouvrages ou d'articles de référence ou si vous connaissez des sites web de qualité traitant du thème abordé ici, merci de compléter l'article en donnant les références utiles à sa vérifiabilité et en les liant à la section « Notes et références ».

Recensement des langues officiellement adoptées par les municipalités en 2007. Le bokmål est représenté en rouge, le nynorsk en bleu. Les communes grisées ne se sont pas prononcées

Le bokmål (littéralement « langue du livre », /ˈbûːk.moːl/) est, avec le Nynorsk, l'une des deux graphies standard du norvégien. Héritière du riksmål (ou « langue du royaume », prononcer « riksmôl »), c’est-à-dire du dano-norvégien élaboré pendant la longue période d'occupation danoise, elle est la variante écrite du norvégien la plus employée en Norvège. C'est une langue scandinave provenant d'une évolution du danois royal[Quoi ?], langue administrative et dominante pendant environ quatre siècles.
La plupart des Norvégiens parlent des dialectes qui diffèrent à des degrés divers de la langue écrite. Le bokmål, comme l'autre norme écrite norvégienne, le nynorsk, est essentiellement une langue écrite. Elle n'a pas de phonologie standard, bien que le norvégien oriental standard puisse en tenir lieu, et soit d'ailleurs utilisé à cette fin par les dictionnaires et les cours de norvégien langue étrangère. Il est proche et en partie dérivé de la langue danoise du XIXe siècle, c'est la forme la plus ancienne et la plus largement utilisée dans le pays, par proportion estimée à 85-90 % de la population de Norvège. C'est la forme de la langue norvégienne la plus communément enseignée aux étudiants étrangers. En Norvège orientale et septentrionale, une majorité de locuteurs l'utilisent.
La norme orthographique communément appelée riksmål, plus conservatrice, n'est en revanche pas considérée comme une forme de langue officielle, mais est largement utilisée par les journalistes et les écrivains.

## Histoire
L'orthographe première de la langue a été officiellement adoptée en 1907 sous le nom de riksmål, elle s'était développée à partir de 1879. C'était une adaptation du danois écrit, couramment utilisé après l'union passée avec le Danemark. Le dano-norvégien était parlé dans les villes norvégiennes et par l'élite intellectuelle, en particulier dans la capitale. Lorsque le journal Aftenposten, conservateur, a adopté cette orthographe entre 1907 et 1923, l'écriture danoise n'était pratiquement plus utilisée en Norvège.
Le nom bokmål a été officiellement adopté en 1929 dans le cadre d'une réforme linguistique nouvelle et radicale, avec l'objectif d'unifier les deux formes de la langue dans le samnorsk. Cette réforme a cependant rencontré une forte opposition surtout de l'élite intellectuelle, qui a maintenu l'ancienne orthographe sous le nom de riksmål. Après la Seconde Guerre mondiale la lutte contre le samnorsk s'est intensifiée pour devenir un mouvement populaire, ce qui était plutôt inédit en Norvège à cette date. Plus tard, les réformes linguistiques ont renversé plusieurs formes radicales du bokmål, de sorte que l'orthographe actuelle est proche de ce qui est préconisé par les partisans de riksmål. Le processus d'unification linguistique a été interrompu à partir des années 1960, mais pas officiellement abandonné avant 2002.
Seule langue enseignée dans les écoles à la fin du XIXe siècle, le riksmål / bokmål a connu un déclin rapide vers la Seconde Guerre mondiale, quand le nynorsk s'est étendu à la plupart des comtés de Norvège. Au total plus d'un tiers des élèves du primaire ont appris cette forme de langue. Après la guerre, la donne a changé et le bokmål a regagné beaucoup de terrain jusqu'en 1975. Après une récession mineure vers 1990, le bokmål connaît depuis une augmentation lente mais régulière et il est, en 2011, la langue utilisée par 87 % des élèves du primaire. Le nynorsk est maintenant une langue purement régionale, utilisée dans les quatre comtés de l'ouest de la Norvège.

## Code
- Étiquette d'identification de langues IETF : nb